# Seznam medailistů na mistrovství světa v běhu na 200 m
Běh na 200 metrů patří do programu mistrovství světa od prvního ročníku v roce 1983. 

## Rekordmani mistrovství světa v atletice

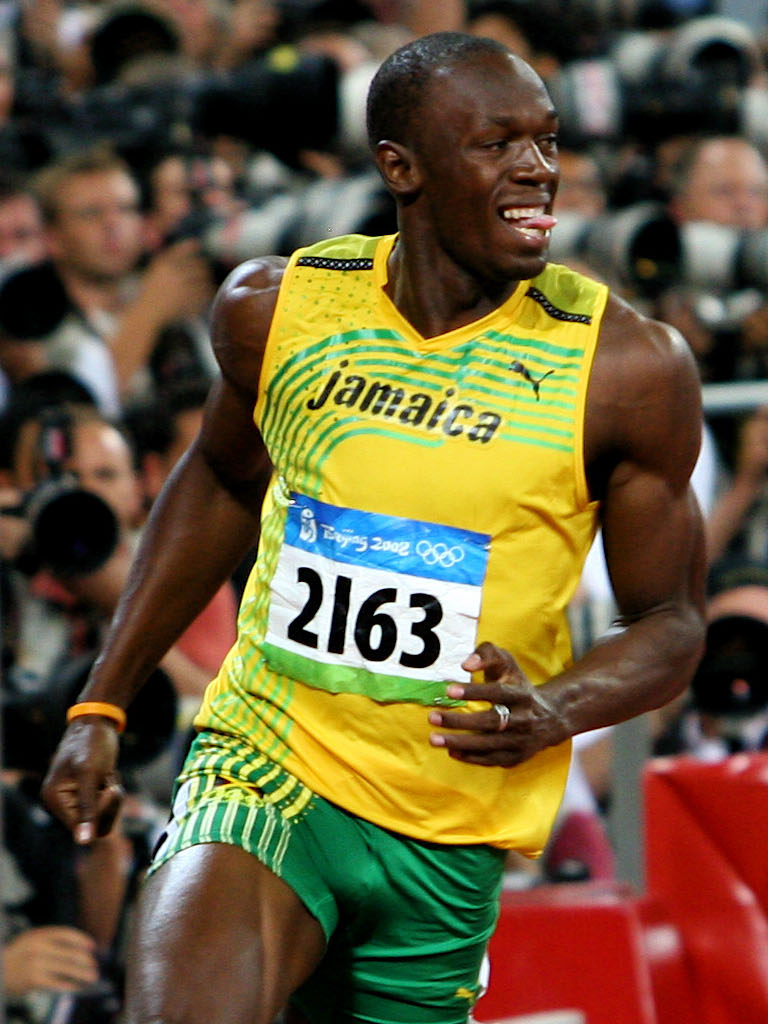
Muži -  Usain Bolt
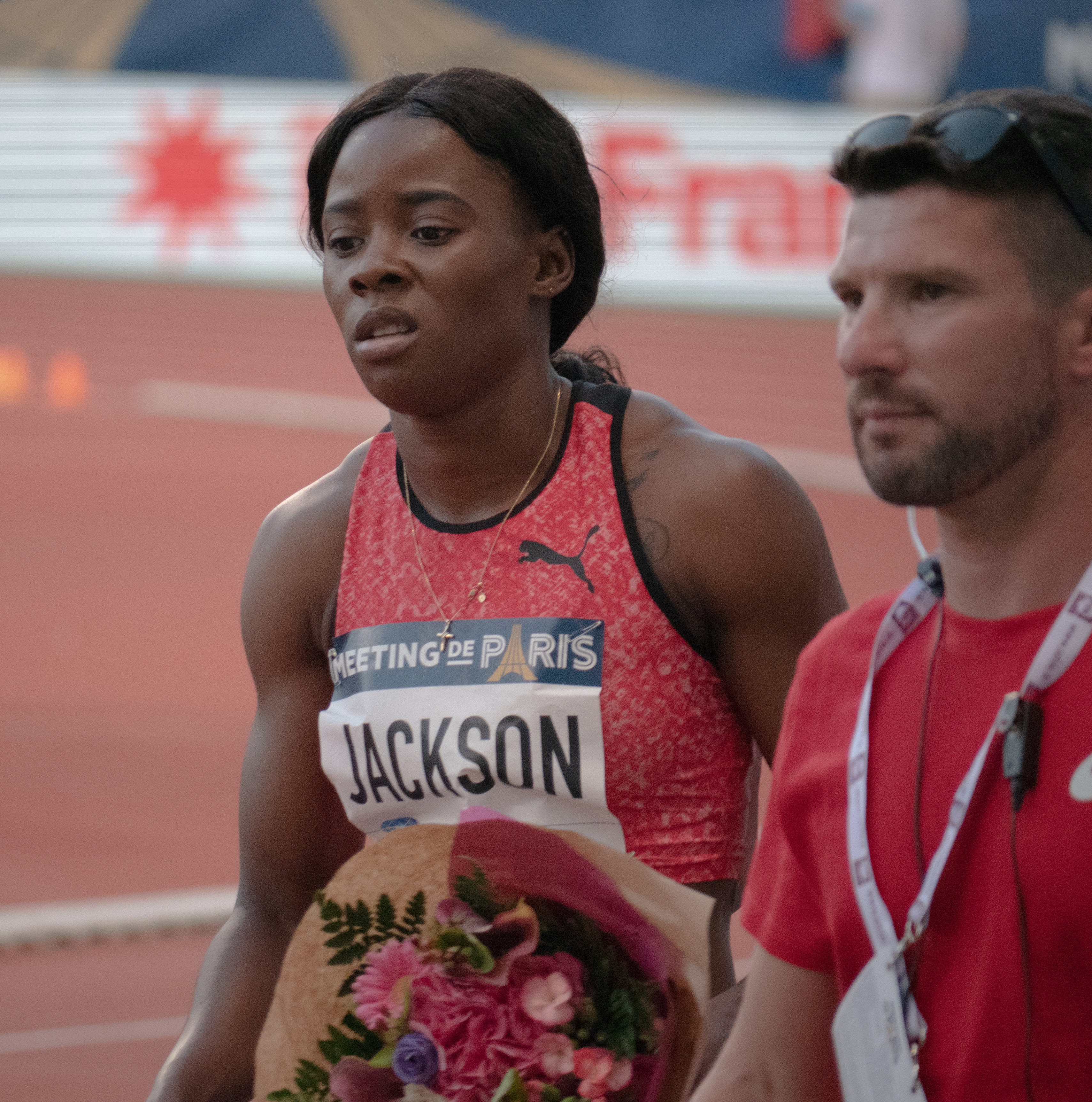
Ženy -  Shericka Jacksonová

### Muži
| Rok     | Místo     | Zlato                 | Výkon vítěze | Stříbro              | Bronz                      |
| ------- | --------- | --------------------- | ------------ | -------------------- | -------------------------- |
| MS 1983 | Helsinky  | Calvin Smith          | 20,14        | Elliot Quow          | Pietro Mennea              |
| MS 1987 | Řím       | Calvin Smith          | 20,16        | Gilles Queneherve    | John Regis                 |
| MS 1991 | Tokio     | Michael Johnson       | 20,01        | Frankie Fredericks   | Atlee Mahorn               |
| MS 1993 | Stuttgart | Frankie Fredericks    | 19,85        | John Regis           | Carl Lewis                 |
| MS 1995 | Göteborg  | Michael Johnson       | 19,79        | Frankie Fredericks   | Jeff Williams              |
| MS 1997 | Athény    | Ato Boldon            | 20,04        | Frankie Fredericks   | Claudinei da Silva         |
| MS 1999 | Sevilla   | Maurice Greene        | 19,90        | Claudinei da Silva   | Francis Obikwelu           |
| MS 2001 | Edmonton  | Konstantinos Kenteris | 20,04        | Christopher Williams | Shawn Crawford Kim Collins |
| MS 2003 | Paříž     | John Capel            | 20,30        | Darvis Patton        | Shingo Suetsugu            |
| MS 2005 | Helsinky  | Justin Gatlin         | 20,04        | Wallace Spearmon     | John Capel                 |
| MS 2007 | Ósaka     | Tyson Gay             | 19,76        | Usain Bolt           | Wallace Spearmon           |
| MS 2009 | Berlín    | Usain Bolt            | 19,19 – RMS  | Alonso Edward        | Wallace Spearmon           |
| MS 2011 | Tegu      | Usain Bolt            | 19,40        | Walter Dix           | Christophe Lemaitre        |
| MS 2013 | Moskva    | Usain Bolt            | 19,66        | Warren Weir          | Curtis Mitchell            |
| MS 2015 | Peking    | Usain Bolt            | 19,55        | Justin Gatlin        | Anaso Jobodwana            |
| MS 2017 | Londýn    | Ramil Guliyev         | 20,09        | Wayde van Niekerk    | Jereem Richards            |
| MS 2019 | Dauhá     | Noah Lyles            | 19,83        | Andre De Grasse      | Álex Quiñónez              |
| MS 2022 | Eugene    | Noah Lyles            | 19,31        | Kenny Bednarek       | Erriyon Knighton           |
| MS 2023 | Budapešť  | Noah Lyles            | 19,52        | Erriyon Knighton     | Letsile Tebogo             |

### Ženy
| Rok     | Místo     | Zlato                         | Výkon vítěze | Stříbro                       | Bronz                               |
| ------- | --------- | ----------------------------- | ------------ | ----------------------------- | ----------------------------------- |
| MS 1983 | Helsinky  | Marita Kochová                | 22,13        | Merlene Otteyová              | Kathy Smallwoodová                  |
| MS 1987 | Řím       | Silke Gladischová             | 21,74        | Florence Griffith-Joynerová   | Merlene Otteyová                    |
| MS 1991 | Tokio     | Katrin Krabbeová              | 22,09        | Gwen Torrenceová              | Merlene Otteyová                    |
| MS 1993 | Stuttgart | Merlene Otteyová              | 21,98        | Gwen Torrenceová              | Irina Privalovová                   |
| MS 1995 | Göteborg  | Merlene Otteyová              | 22,12        | Irina Privalovová             | Galina Malčuginová                  |
| MS 1997 | Athény    | Žanna Pintusevyčová           | 22,32        | Susanthika Jayasingheová      | Merlene Otteyová                    |
| MS 1999 | Sevilla   | Inger Millerová               | 21,77        | Beverly McDonaldová           | Merlene Frazerová Andrea Philippová |
| MS 2001 | Edmonton  | Debbie Fergusonová            | 22,39        | LaTasha Jenkinsová            | Cydonie Mothersill                  |
| MS 2003 | Paříž     | Anastasija Kapačinská         | 22,05        | Torri Edwardsová              | Muriel Hurtisová                    |
| MS 2005 | Helsinky  | Allyson Felixová              | 22,16        | Rachelle Boone-Smith          | Christine Arronová                  |
| MS 2007 | Ósaka     | Allyson Felixová              | 21,81        | Veronica Campbellová          | Susanthika Jayasingheová            |
| MS 2009 | Berlín    | Allyson Felixová              | 22,02        | Veronica Campbellová          | Debbie Fergusonová                  |
| MS 2011 | Tegu      | Veronica Campbellová-Brownová | 22,22        | Carmelita Jeterová            | Allyson Felixová                    |
| MS 2013 | Moskva    | Shelly-Ann Fraserová-Pryceová | 22,17        | Murielle Ahouréová            | Blessing Okagbareová                |
| MS 2015 | Peking    | Dafne Schippersová            | 21,63        | Elaine Thompsonová            | Veronica Campbellová-Brownová       |
| MS 2017 | Londýn    | Dafne Schippersová            | 22,05        | Marie-Josée Ta Lou            | Shaunae Millerová-Uibová            |
| MS 2019 | Dauhá     | Dina Asherová-Smithová        | 21,88        | Brittany Brownová             | Mujinga Kambundjiová                |
| MS 2022 | Eugene    | Shericka Jacksonová           | 21,45        | Shelly-Ann Fraserová-Pryceová | Dina Asherová-Smithová              |
| MS 2023 | Budapešť  | Shericka Jacksonová           | 21,41 – RMS  | Gabrielle Thomasová           | Sha'Carri Richardsonová             |